# アーデルハイト・フォン・キエフ
アーデルハイト・フォン・キエフ （ドイツ語: Adelheid von Kiew　1067年ごろ/1070年 – 1109年7月10日)は、キエフ大公フセヴォロド1世とアンナ・ポロヴェツカヤの娘で、神聖ローマ皇帝ハインリヒ4世の皇后。前名はエウプラキヤ （古東スラヴ語: Еоупраксиа) で、ハインリヒ4世との結婚にあたりドイツ風のアーデルハイトに改名した。

## 最初の結婚―ノルトマルク辺境伯
最初、エウプラキヤはノルトマルク辺境伯のハインリヒ1世長身伯と結婚した。しかし子をなさぬまま、ハインリヒ1世は1087年に没した。

## 二度目の結婚―神聖ローマ皇帝
夫と死別したエウプラキヤはクウェードリンブルクの女子修道院で暮らしていたが、ここで神聖ローマ皇帝ハインリヒ4世と出会う。皇后ベルタを1087年12月に病で失っていたハインリヒ4世はエウプラキヤの美しさに魅了され、1088年に婚約し、翌1089年8月18日にケルンで結婚した。まもなくエウプラキヤは皇后として戴冠し、名をアーデルハイトと改めた。
イタリア遠征に出たハインリヒ4世は、伝統的に皇帝が滞在するヴェローナに着くと、アーデルハイトを市壁の外のサン・ゼーノ修道院に監禁した。アーデルハイトは1093年にカノッサへ脱出し、ハインリヒ4世の敵の一人であるトスカーナ女伯マティルデ・ディ・カノッサを頼った。アーデルハイトが自身への虐待を書簡で糾弾したことで、1094年4月にコンスタンツで教皇特使による宗教会議が開かれる事態となった。翌年3月、アーデルハイトは教皇ウルバヌス2世の勧めを受け、ピアチェンツァ公会議の開かれている教会の前で、衆目の元で陳情を行った。彼女は自分の意に反して拘束されたり、乱交への参加を強要されたり、自分の裸身の上で黒ミサを開こうとされたりしたなどとしてハインリヒ4世を弾劾した。後世の年代記者によれば、ハインリヒ4世は異端のニコライズムに関わり合いを持つようになってきていて、自身の宮殿で乱交や卑猥な儀式を開催していたのだという。彼はアーデルハイトにこうした集会への参加を強制し、ある時実子のコンラートにアーデルハイトをあてがおうとすらしたが、コンラートは憤激して拒絶し、これが父に対する反乱の原因になったのだという。この伝説は、ハインリヒ4世とウルバヌス2世の間の叙任権闘争でコンラートが後者につき父に反抗した史実が背景となっている。
12世紀中ごろの記録によれば、アーデルハイトはハインリヒ4世に乱交を強制されて妊娠したが、その子の父が誰か分からず、ハインリヒ4世の元を離れる決断をした、としている。現代の歴史家クリスティアン・ラフェンスパーガーは、1115年ごろに書かれた『カノッサのマティルダ伝』（ドニゾー著）に出てくるあるハインリヒ4世の子の一人の死に関する記述から、アーデルハイトをめぐる伝説の中にはある程度の事実が含まれている可能性があると指摘している。この子供については母の名が記されていない。ハインリヒ4世と最初の妃ベルタの間の子であればその旨が記録されているので、ラフェンスパーガーはこの子こそアーデルハイトの子でないかとしている。ただし、これはハインリヒ4世の妾腹の子、もしくは単なる書き間違いである可能性もある。
その後、アーデルハイトはイタリアからハンガリーへ行って1099年まで暮らし、その後キエフに帰った。1106年にハインリヒ4世が死去すると、アーデルハイトは修道女となり、1109年に没した。